# Rajon Perwomajsk
Der Rajon Perwomajsk (ukrainisch Первомайський район/Perwomajskyj rajon; russisch Первомайский район/Perwomaiski rajon) ist ein ukrainischer Rajon mit etwa 140.000 Einwohnern. Er liegt in der Oblast Mykolajiw und hat eine Fläche von 3797 km², der Verwaltungssitz befindet sich in der namensgebenden Stadt Perwomajsk.

## Geographie
Der Rajon liegt im Nordwesten der Oblast Mykolajiw und grenzt im Norden an den Rajon Holowaniwsk (in der Oblast Kirowohrad gelegen), im Nordosten an den Rajon Nowoukrajinka (Oblast Kirowohrad), im Osten und Süden an den Rajon Wosnessensk, im Südwesten an den Rajon Beresiwka (in der Oblast Odessa gelegen) sowie im Nordwesten an den Rajon Podilsk (Oblast Odessa).

## Geschichte
Der Rajon wurde am 4. März 1923 gegründet. Am 17. Juli 2020 kam es im Zuge einer großen Rajonsreform zur Auflösung des alten Rajons und einer Neugründung unter Vergrößerung des Rajonsgebietes um die Rajone Arbusynka, Krywe Osero  und Wradijiwka sowie der bis dahin unter Oblastverwaltung stehenden Stadt Perwomajsk.

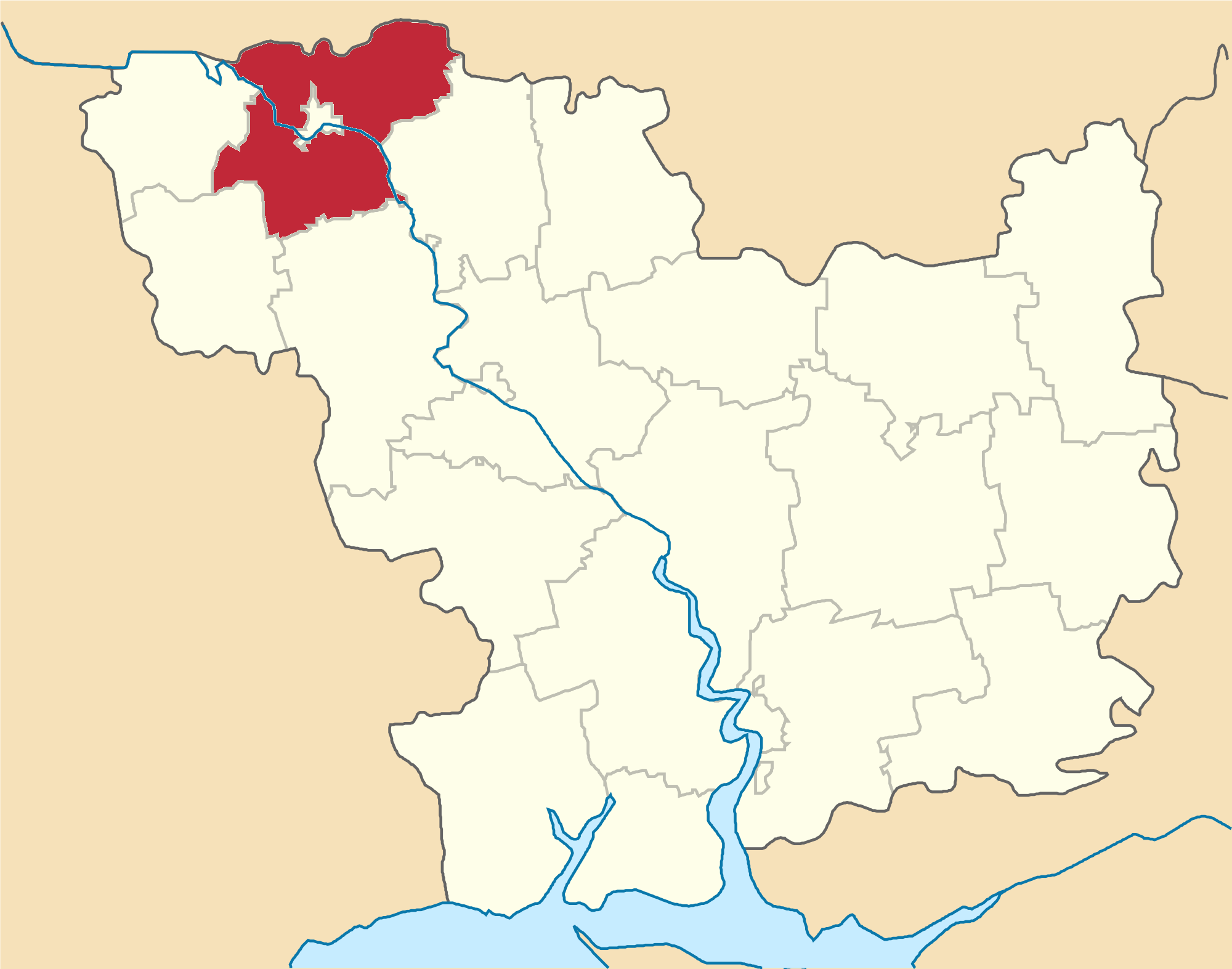
Rajon Perwomajsk bis Juli 2020
Rajonsgebiet ab Juli 2020

## Administrative Gliederung
Auf kommunaler Ebene ist der Rajon in 9 Hromadas (1 Stadtgemeinde, 3 Siedlungsgemeinden und 4 Landgemeinden) unterteilt, denen jeweils einzelne Ortschaften untergeordnet sind.
Zum Verwaltungsgebiet gehören:
- 1 Stadt
- 4 Siedlungen städtischen Typs
- 124 Dörfer
- 12 Ansiedlungen

Die Hromadas sind im Einzelnen:
- Stadtgemeinde Perwomajsk
- Siedlungsgemeinde Arbusynka
- Siedlungsgemeinde Krywe Osero
- Siedlungsgemeinde Wradijiwka
- Landgemeinde Blahodatne
- Landgemeinde Kamjanyj Mist
- Landgemeinde Myhija
- Landgemeinde Synjuchyn Brid